# Clara Luvanga
Clara Cleitus Luvanga (Tanzania, 25 de febrero de 2005) es una futbolista internacional tanzana que juega como delantera en el Al-Nassr y en la Selección nacional de fútbol de Tanzania.

## Trayectoria

### Dux Logroño
En agosto de 2023, Luvanga fichó por el Dux Logroño de la Segunda División española. Debutó oficialmente con la camiseta del DUX Logroño el 30 de agosto contra la UDL y contribuyó a la victoria por 7-0 de su equipo. Jugó un total de seis partidos y marcó dos goles antes de abandonar el club para fichar por el Al-Nassr.

### Al-Nassr
En octubre de 2023, Luvanga fichó por el Al-Nassr, equipo de la Saudi Women's Premier League. El 13 de octubre de 2023, debutó con el Al-Nassr en una victoria por 6-0 contra el Al-Riyadh. El 3 de noviembre de 2023, marcó su primer gol, un doblete contra el Eastern Flames.

## Selección nacional
Luvanga fue la máxima goleadora de la clasificación para la Copa Mundial Femenina Sub-17 de África 2022 con diez goles.

## Estadísticas

### Clubes
Actualizado al último partido disputado el 24 de enero de 2025.
| Dux Logroño · España    | 2022-23             | 2.ª                 | 6  | 2  | -  | 0 | 0 | - | 0 | 0 | - | 6  | 2  | -  | 0.33 |  |  |  |
| Dux Logroño · España    | Total               | Total               | 6  | 2  | -  | 0 | 0 | - | 0 | 0 | - | 6  | 2  | -  | 0.33 |  |  |  |
| Al-Nassr Arabia Saudita | 2023-24             | 1.ª                 | 13 | 11 | 8  | 2 | 3 | 0 | 0 | 0 | 0 | 15 | 14 | 8  | 0.93 |  |  |  |
| Al-Nassr Arabia Saudita | 2024-25             | 1.ª                 | 11 | 9  | 5  | 2 | 4 | 3 | 3 | 3 | 0 | 16 | 16 | 8  | 1    |  |  |  |
| Al-Nassr Arabia Saudita | Total               | Total               | 24 | 20 | 13 | 4 | 7 | 3 | 3 | 3 | 0 | 31 | 30 | 16 | 0.97 |  |  |  |
| Total en su carrera     | Total en su carrera | Total en su carrera | 30 | 22 | 13 | 4 | 7 | 3 | 3 | 3 | 0 | 37 | 32 | 16 | 0.86 |  |  |  |
|                         |                     |                     |    |    |    |   |   |   |   |   |   |    |    |    |      |  |  |  |

## Palmarés

### Campeonatos nacionales
| Título             | Equipo   | Año     |
| ------------------ | -------- | ------- |
| Campeonato de Liga | Al-Nassr | 2023-24 |